# Alqas Mirza

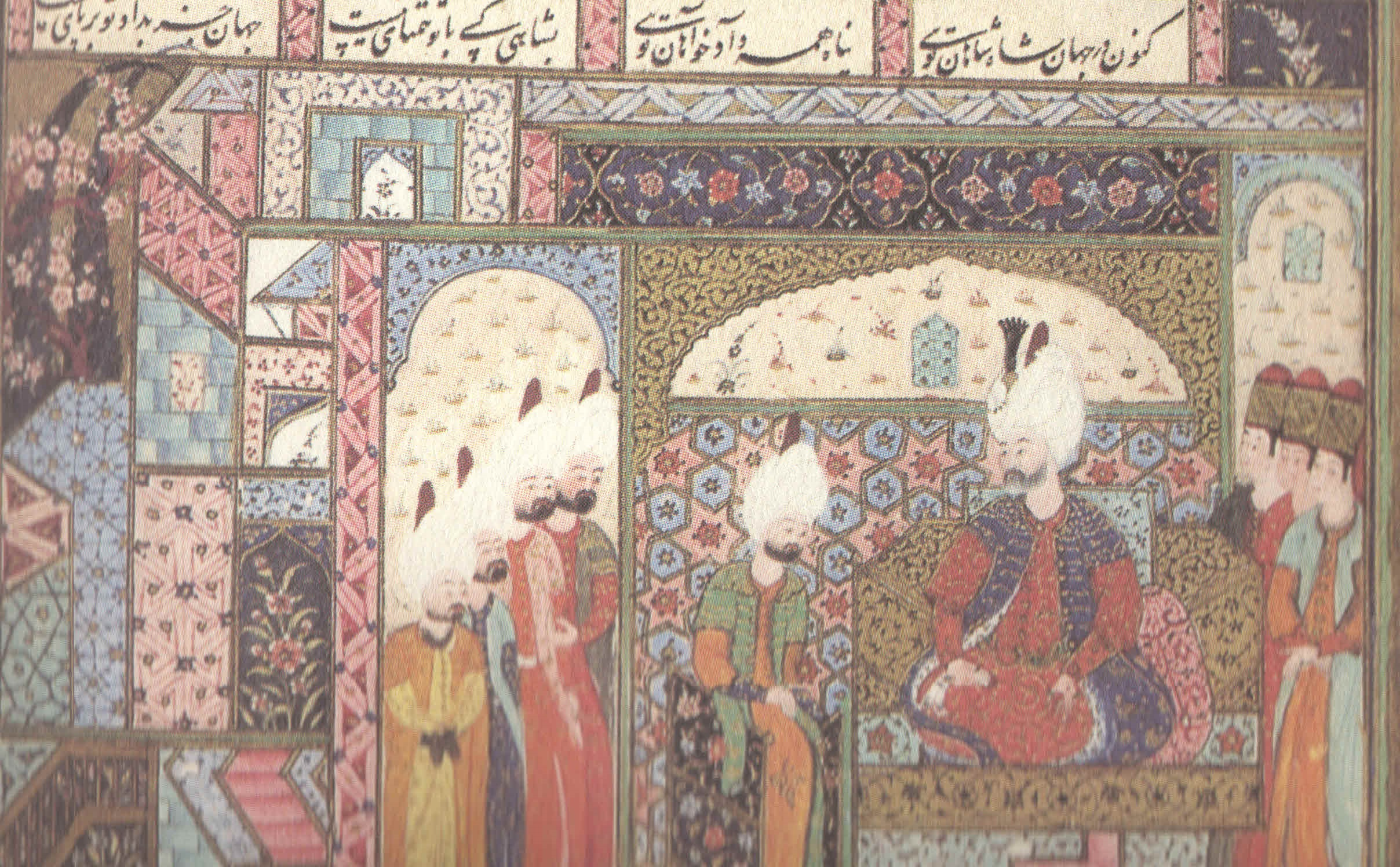
Alqas Mirza reuniéndose con Solimán (1548).

'Abul Ghazi Sultan Alqas Mirza, más conocido como Alqas Mirza o Elkas Mirza fue un príncipe (mirza) del Imperio safávida. Nacido el 15 de marzo de 1516, era el segundo hijo del sah Ismaíl I. En 1524 su padre falleció y su hermano mayor, Tahmasp I, llegó al trono. En 1533 fue puesto al mando de una de las unidades militares del ejército persa. Gobernador de Shirvan entre 1538 y 1547. En 1545 se alzó contra su hermano pero su familia lo disuadió y se sometió rápidamente. Sin embargo, en 1547 volvió a rebelarse y fue vencido. Viéndose obligado a huir a Estambul con el sultán Solimán el Magnífico. Esto provocó el reinicio de las hostilidades entre turcos y persas. Los turcos otomanos se apoderaron de la región de Tabriz, garantizando el control de la provincia de Van y algunas partes de Georgia. En 1549, para lograr la paz, el sultán dejó de prestar protección al príncipe persa, quien debió huir a Ardalán, una región de mayoría kurda vasalla del sah. Ahí fue capturado por su hermano y encerrado en el fuerte de Qahqahan. El 9 de abril de 1550 fue ejecutado por órdenes de Tahmasp. 
Casado con Khadija Sultan Khanum, sus dos hijos (Sultan Ahmad Mirza y Sultan Farrukh Mirza) le acompañaron a prisión. Ambos murieron en enero de 1568.